# ヘザー・ハワード
ヘザー・ハワードは読売新聞東京本社記者。

## 略歴
アメリカ合衆国アラスカ州出身。コーネル大学在学中に「京都アメリカ大学コンソーシアム」による留学プログラムで来日。卒業後の1994年にJETプログラムによる留学で再来日を果たし、その2年後の1994年読売新聞東京本社（当時の法人登記上は読売新聞社）に英字新聞の「ザ・デイリー・ヨミウリ（現・ジャパンニューズ）」記者として入社。

## 出演
- 読売新聞明日の朝刊・は～い朝刊（1995年～1997年ごろ、ザ・デイリー・ヨミウリの記事を紹介するコーナーに出演）
- 実践ビジネス英語
- 杉田敏の現代ビジネス英語(音声吹込のみ)